# 奥茶臼山
奥茶臼山（おくちゃうすやま）は、長野県飯田市と下伊那郡大鹿村にまたがる赤石山脈（南アルプス）の標高2,474 mの山。山頂には二等三角点が設置されていて、山頂部は大鹿村に位置する。

## 概要
山域がシラビソ、コメツガなどの亜高山帯針葉樹林の国有林となっている。山域は南アルプス国立公園の指定区域外である。日本山岳会により日本三百名山の一つに選定されている。別称が、上沢山、中山日向。江戸時代には、キダル前山と呼ばれていた。北麓の釜沢では東斜面に朝日が当らず、昼ごろに日が当たるころから「お昼山」と呼ばれている。1343年（興国4年）から約30年後醍醐天皇の宗良親王が北山麓の大河原城に滞在した。麓から林道が頂上近くまで延びるにつれて、国有林の伐採が進み、ニホンジカなどが生息している。伊勢湾台風により倒木の被害を受けたが、天然更新が進み、樹林下ではオサバグサ、マイヅルソウ、コケ類などが自生している。

## 登山
二つのルートの登山道が開設されている。山頂は樹林に囲まれ展望はきかないが、北側斜面を少し下った辺りは伐採されているため、南アルプス、中央アルプス、伊那谷を望むことができる。従来は青木林道入口のゲートから長い林道歩きをするルートしかなかったが、2006年に飯田市が尾高山から奥茶臼山へ続く尾根伝いの登山道を開通させたため、奥茶臼山山頂まで登山口のしらびそ峠から8時間から8時間30分程度のコースタイムで往復できるようになりメインルートになっている。付近に山小屋はないが、しらびそ峠登山口から南に徒歩10分ほどのところに宿泊施設のしらびそ高原 天の川がある。

### しらびそ峠からのルート
登山経路は、しらびそ峠（標高1,833 m） - 前尾高山（標高2,089 m） - 尾高山（標高2,212 m） - 奥尾高山（標高2,266 m） - 岩本山（標高2,269 m）  - 奥茶臼山（標高2,474 m）。前尾高山周辺ではコバイケイソウの小群落が見られ、シラビソ、トウヒ、コメツガなどの針葉樹林の床下には、ゴゼンタチバナ、ヤブレガサ、コケ類が見られる。尾高山は、ヤブレガサを代表する花として、田中澄江により新・花の百名山の一つに選定されている。台風の直撃などにより倒木が増え登山道が不明瞭になり、年によっては昭文社「山と高原地図」などで破線ルートとなることもあったが、2021年8月末までに約600本以上の倒木が処理されて登山道が比較的明瞭化され、同時点ではコースタイム通りに歩けるようになっている。

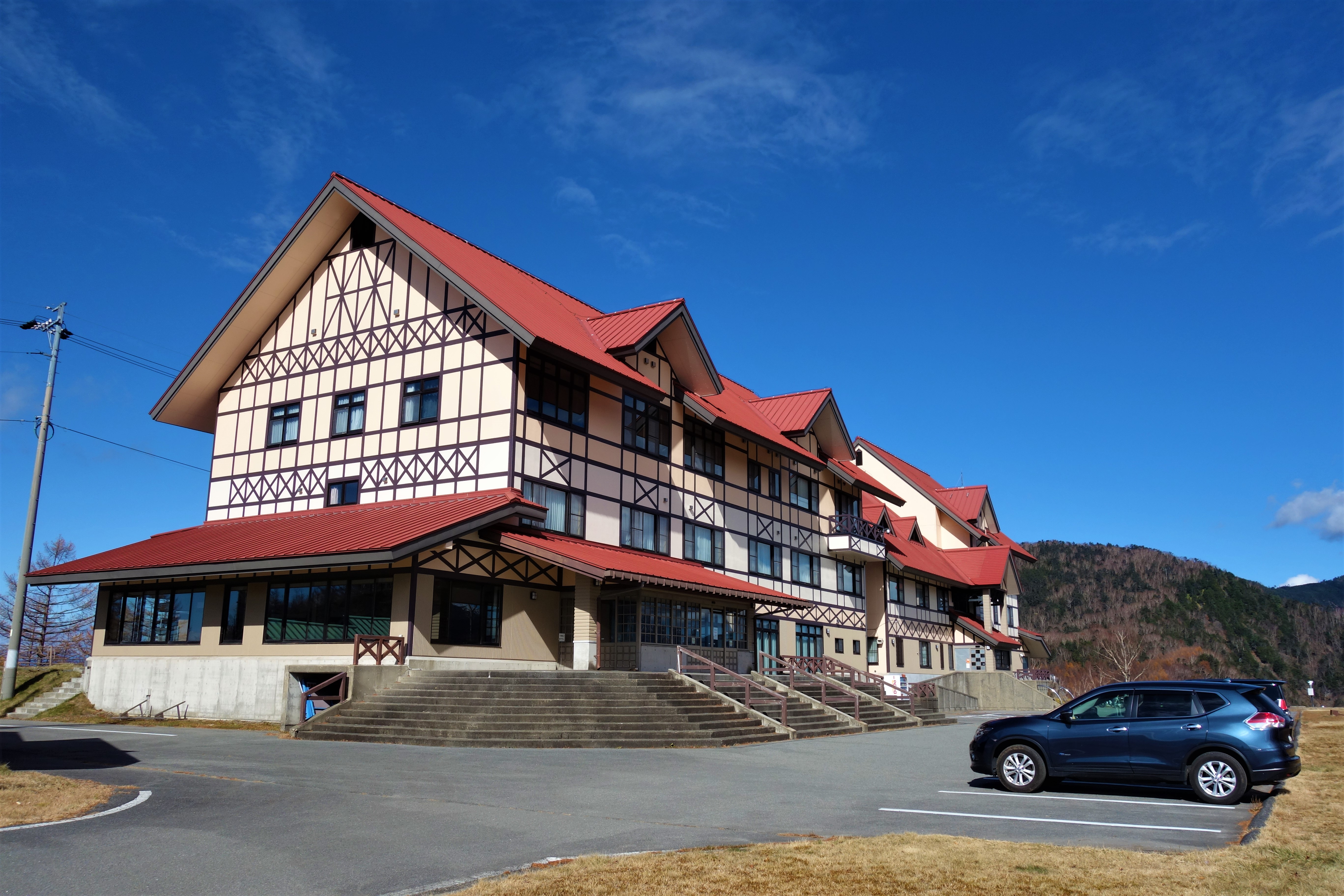
登山基地となるしらびそ高原
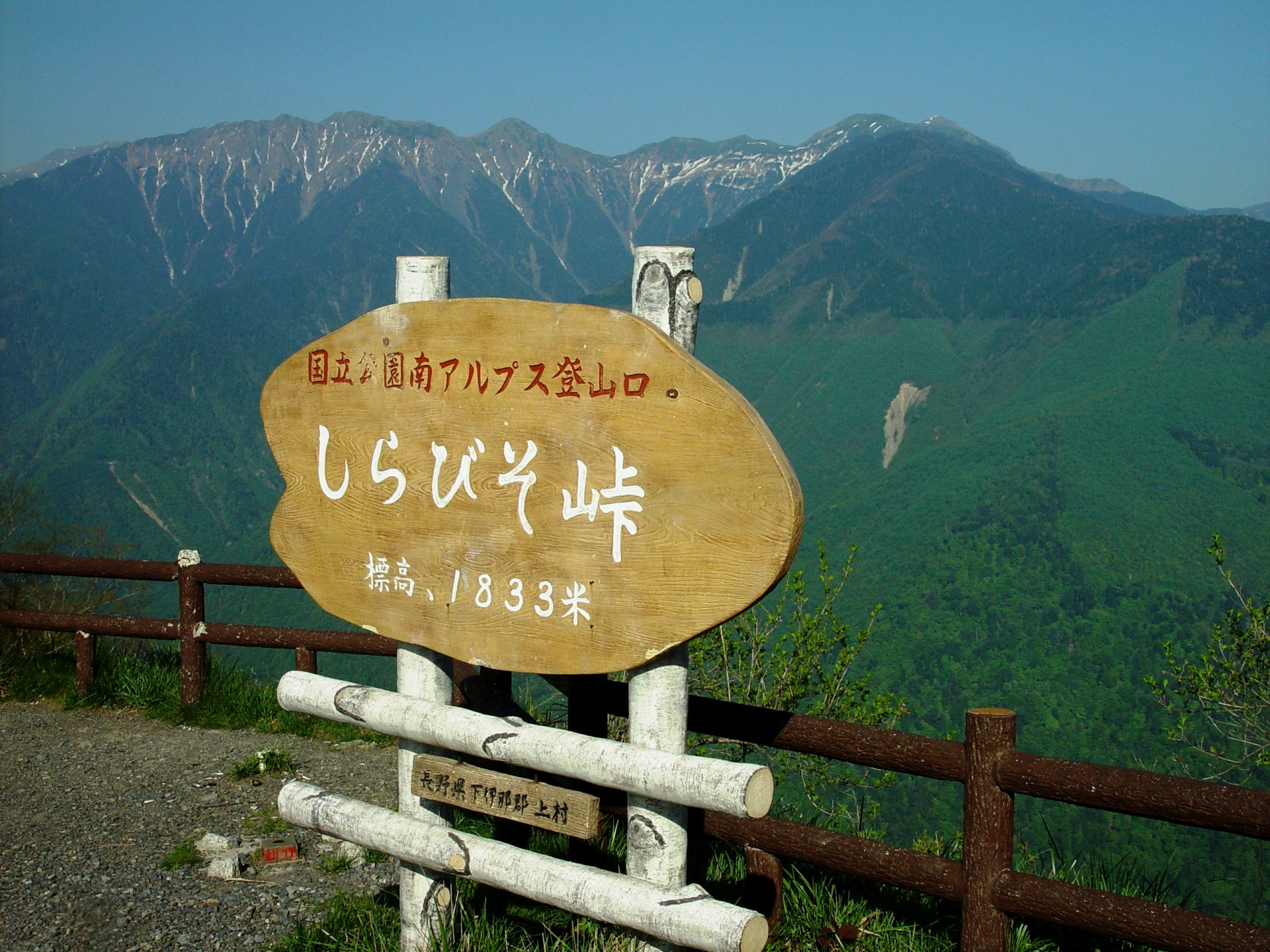
登山口のしらびそ峠から望む南アルプス南部の大沢岳、中盛丸山、	小兎岳、兎岳、聖岳（左から）の山並み
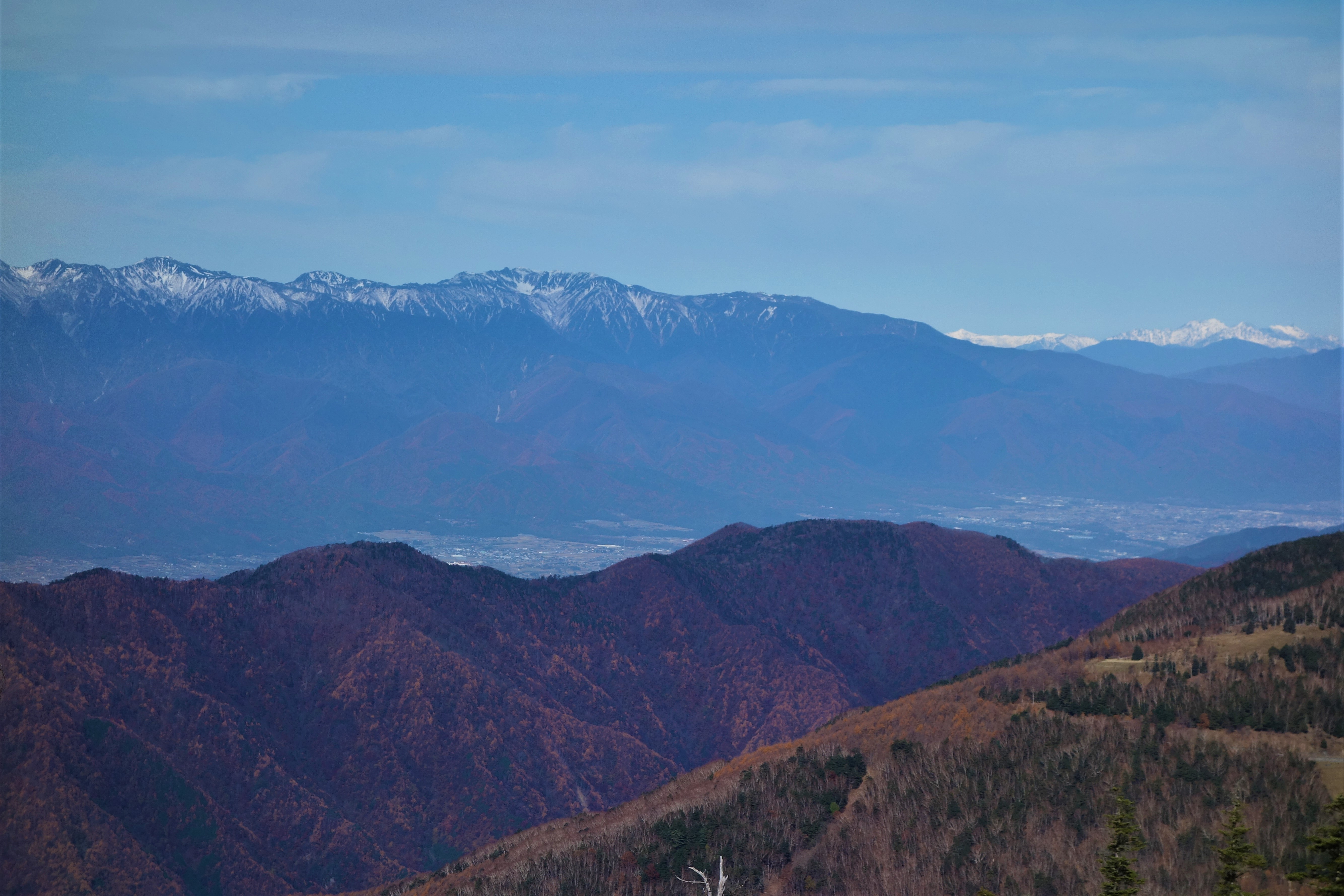
岩本山付近からの中央アルプスと北アルプス
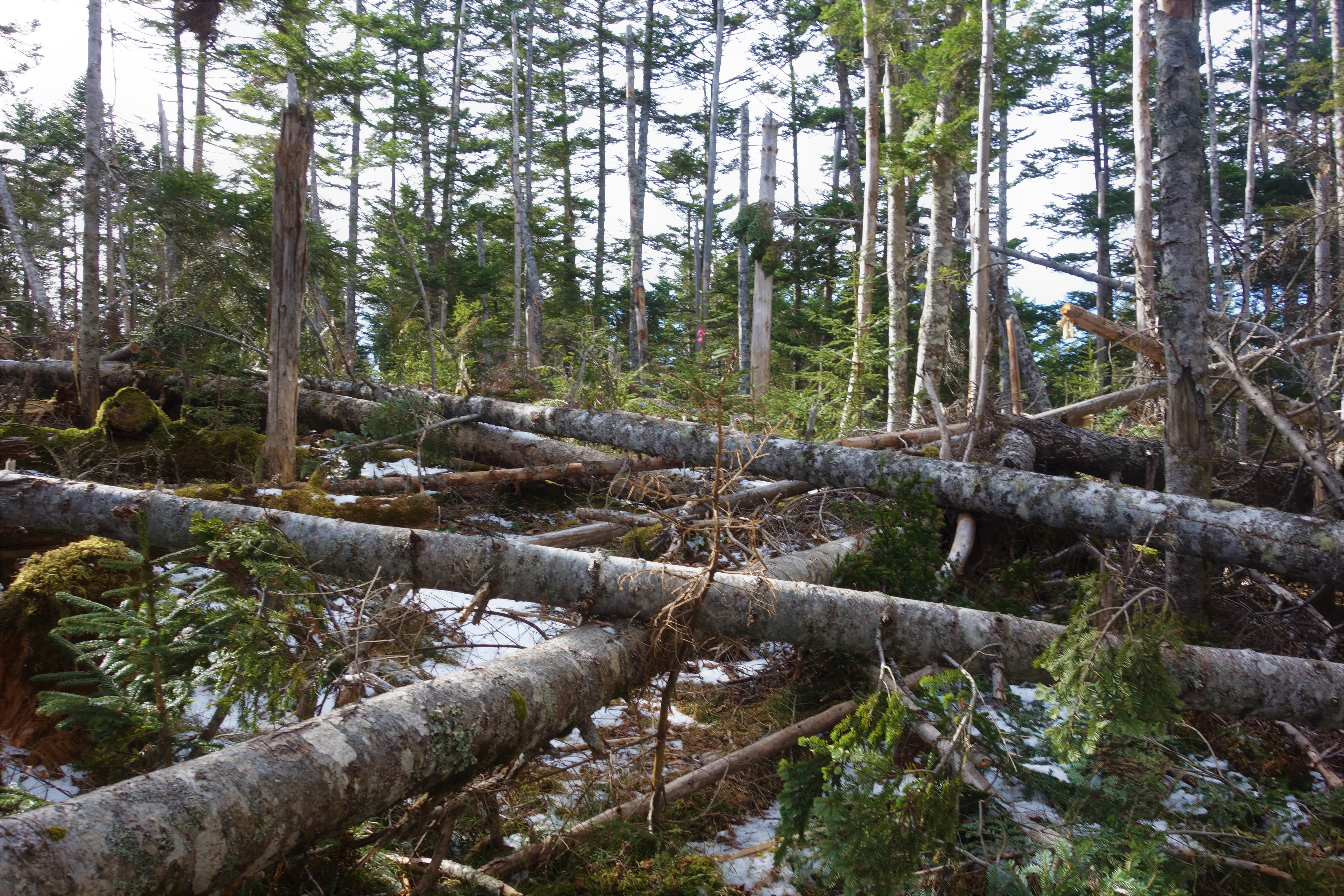
2019年11月時点では岩本山から先は倒木で道が不明瞭だった（その後2021年8月までに約600本の倒木が処理され明瞭化[11]）
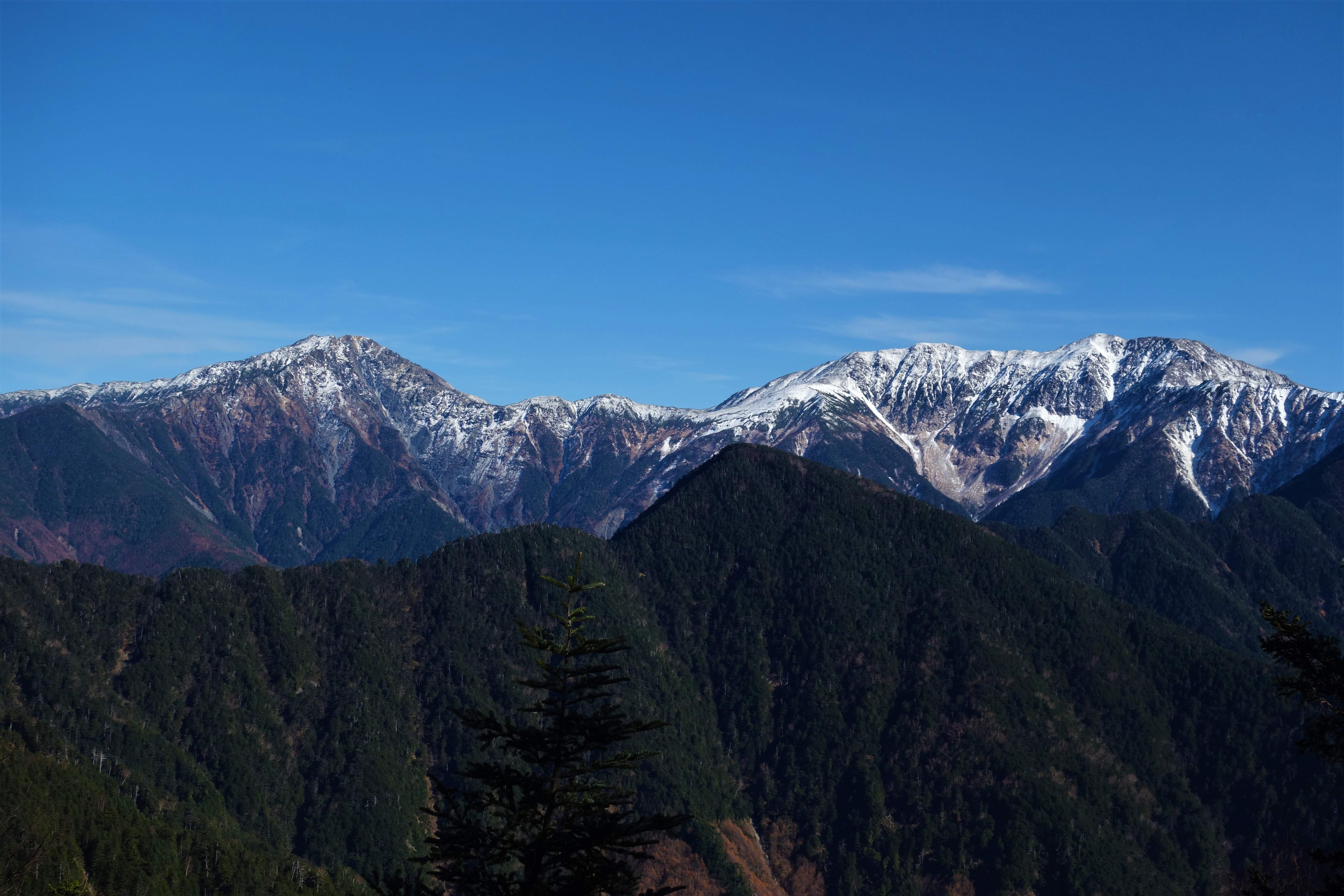
奥茶臼山山頂付近から荒川岳と赤石岳
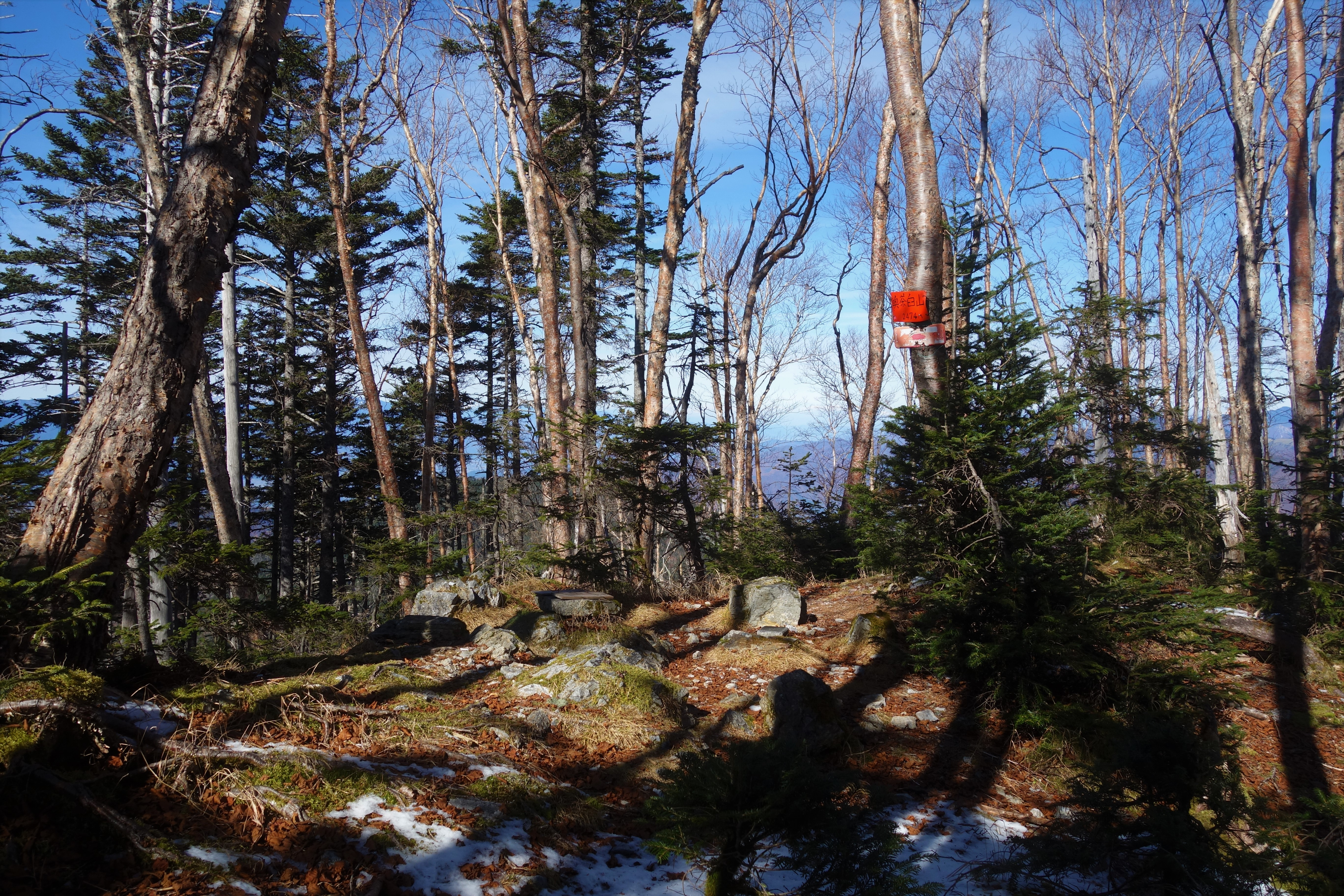
奥茶臼山山頂
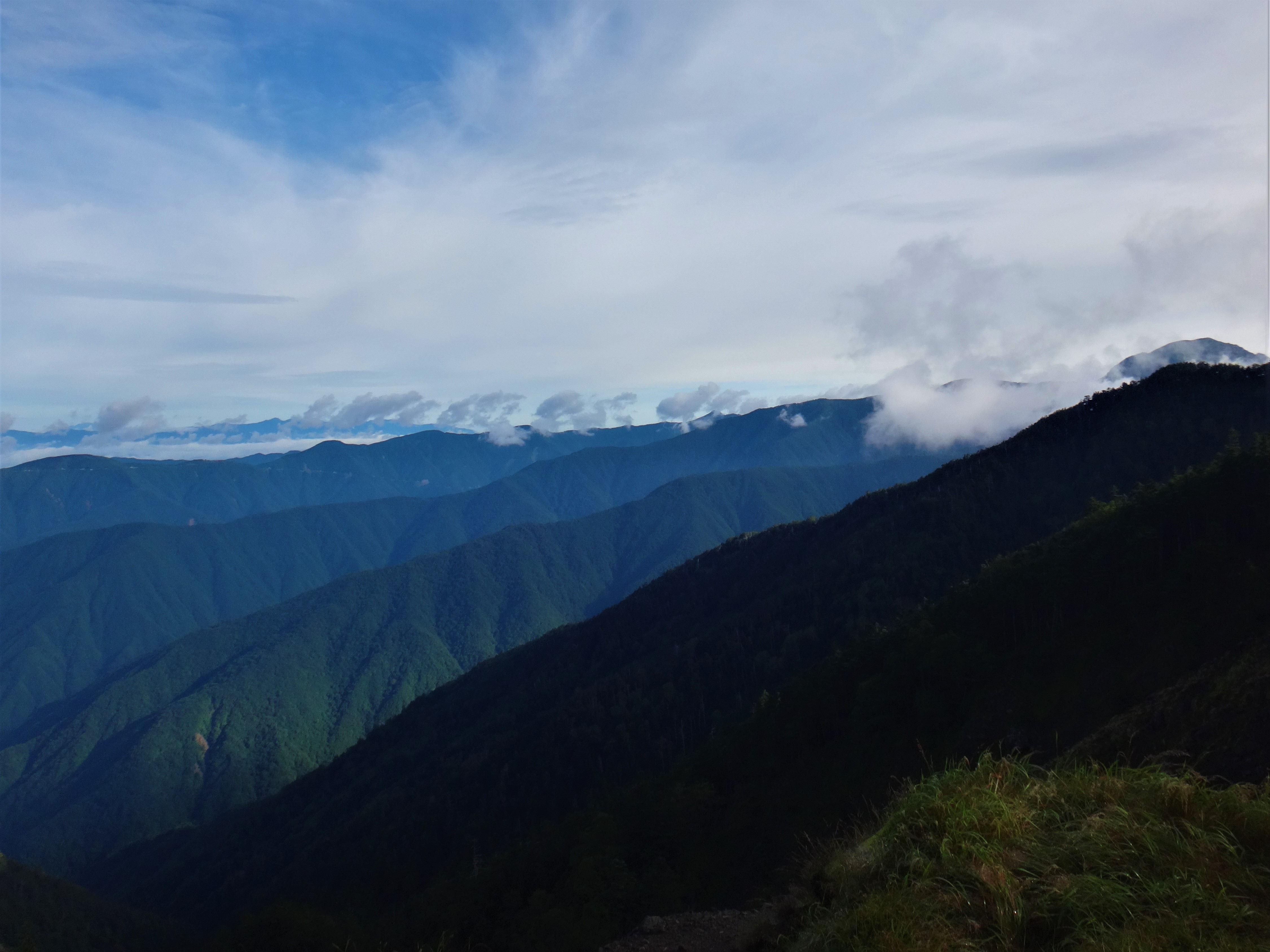
易老岳付近の崩落地からしらびそ高原～奥茶臼山を望む

### 青木林道からのルート
登山経路は、青木林道ゲート - 林道終点 - 奥茶臼山（標高2,474 m）。前茶臼山と奥茶臼山の間には木材を伐採した跡地からは、南アルプス北部、北アルプス、中央アルプス、塩見岳、赤石岳などを望むことができる。

## 地理
山頂の北東3.6 kmの小渋川右岸の山麓に、小渋温泉がある。

### 周辺の山

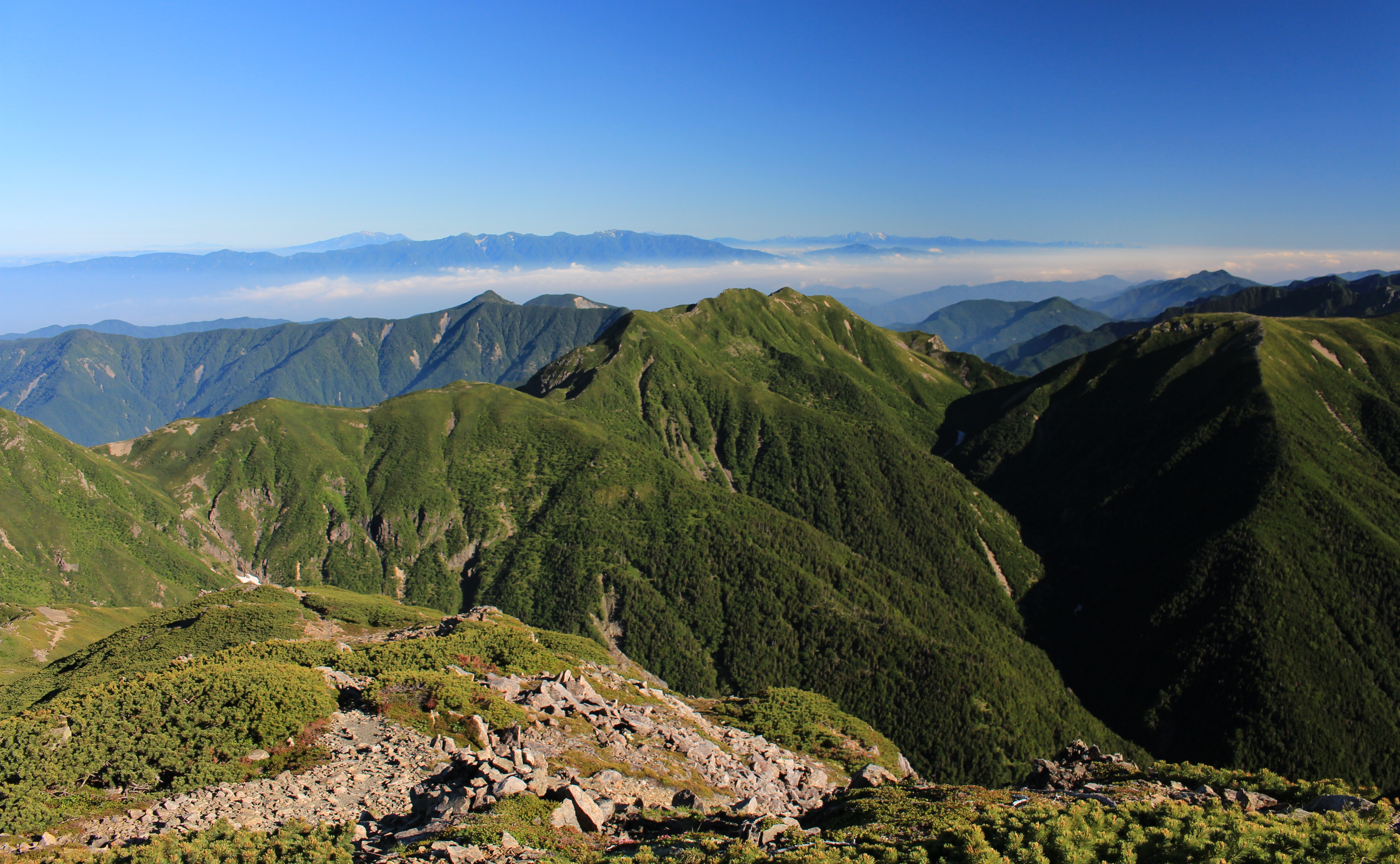
東方の聖岳から望む奥茶臼山周辺の山並み
手前に小兎岳、中盛丸山（左奥に奥茶臼山）、大沢岳、その背後に中央アルプス（その最奥に御嶽山）と北アルプス

赤石山脈の主稜線の大沢岳から西北西に延びる支尾根上にあり、その最高峰である。北北西2.0 kmには、前茶臼山（標高2,331 m）があり、青田山（標高1,707 m）を経て北西山麓の大河原へ茶臼山塊が延びる。山頂から南西へは尾高山、しらびそ峠、御池山などを経て長い尾高尾根。西側には天竜川を挟んで伊那山地が対峙している。
| 山容                                                                                                  | 山名     | 標高 (m) | 三角点等級 基準点名 | 奥茶臼山からの 方角と距離 (km) | 備考           |
| --- | -------- | -------- | ------------------- | ------------------------------ | -------------- |
| 烏帽子岳から望む塩見岳（1996年10月20日）                                                              | 塩見岳   | 3,047.28 | 二等 「塩見山」     | 北東 14.3                      | 日本百名山     |
| 前小河内岳から望む小河内岳（2000年10月22日）                                                          | 小河内岳 | 2,802.01 | 二等 「小河内」     | 北東 9.6                       |                |
| | 鬼面山   | 1,889.79 | 一等 「鬼面山」     | 西 7.2                         | 伊那山地       |
| 聖岳から望む奥茶臼山、右奥に前茶臼山（2014年7月26日）                                                 | 奥茶臼山 | 2,474.42 | 二等 「奥茶臼山」   | 0                              | 日本三百名山   |
| 聖岳から望む兎岳その右奥に尾高山、最奥に伊那山地（2014年7月26日）                                     | 尾高山   | 2,212.87 | 三等 「尾高沢」     | 南西 4.1                       | 新・花の百名山 |
| 聖岳から望む、中盛丸山（左奥に奥茶臼山）、大沢山、その背後に中央アルプスと北アルプス（2014年7月26日） | 大沢岳   | 2,819.84 | 三等 「大沢岳」     | 東南東 6.1                     |                |

### 周辺の峠

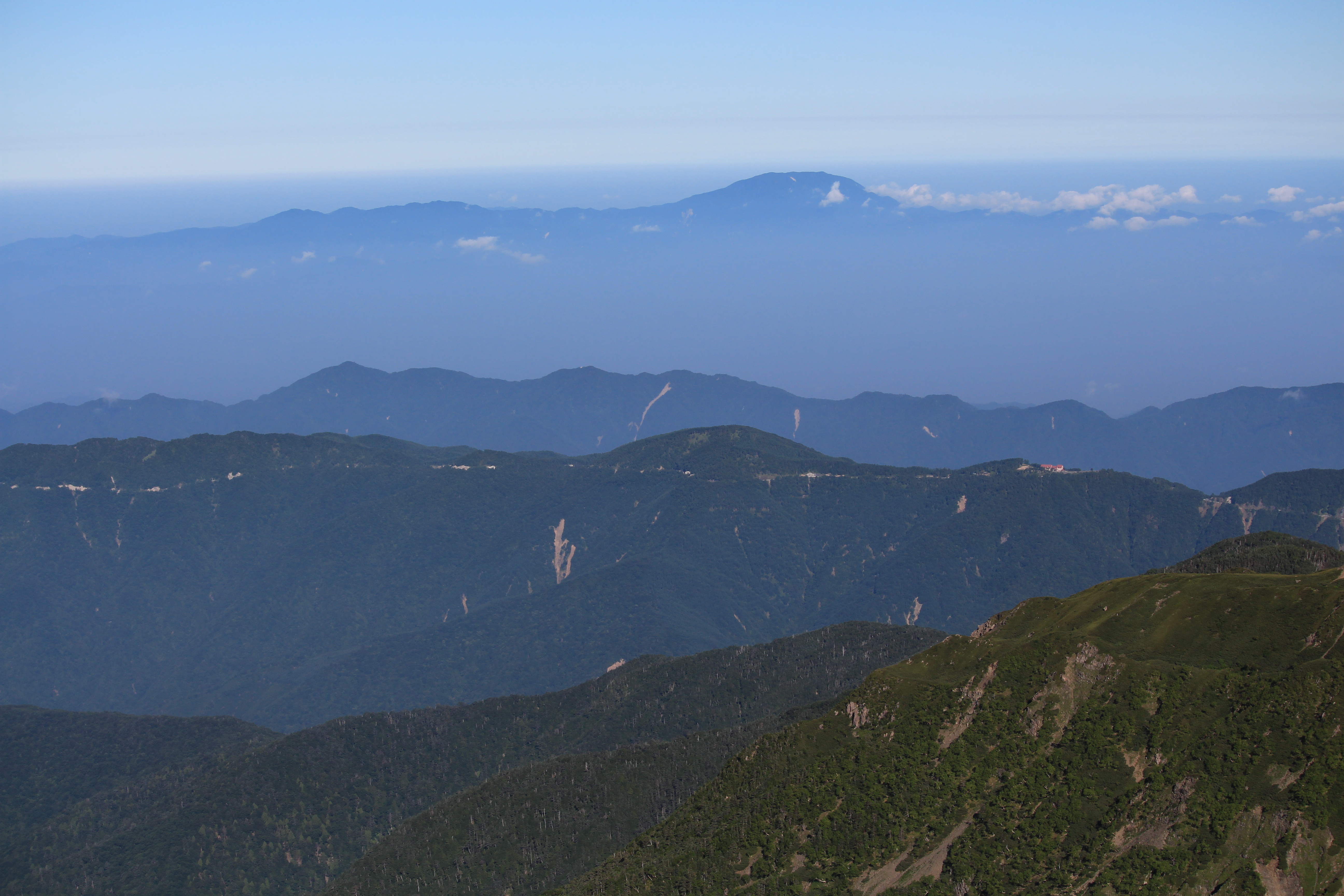
聖岳から望む尾高尾根のハイランドしらびそとしらびそ峠、その背後に伊那山地、最奥に中央アルプスの恵那山

- 唐松峠 - 唐松山と大沢岳との鞍部、標高約2,030 m、山頂の4.9 km南東に位置する。
- しらびそ峠 - 尾高山と御池山との鞍部、標高1,833 m、山頂の6.3 km南西に位置する。南アルプスの山並みを望む展望台となっている。南南西0.5 kmの高台には、ハイランドしらびそがある。
- 三伏峠 - 三伏山と烏帽子岳との鞍部、標高2,560 m[12]、山頂の10.3 km北東に位置する。

### 源流の河川
天竜川水系の以下の河川の源流となる山で、太平洋へと流れる。
- 上沢 - 小渋川の支流
- 地嶽 - 青木川の支流
- 中俣沢 - 遠山川の北又沢の支流

### 交通・アクセス
西山麓の青木川沿いには国道152号が通り、そこから青木川上流部の北俣上流部に林道が敷設されている。また北麓の大河原からは前茶臼山上部まで林道が敷設されている。
- JR東海飯田線飯田駅の東23 kmに位置する[3]。
- 中央自動車道飯田インターチェンジの東25 kmに位置する。